# Château-hôtel Grand Barrail
Château-hôtel Grand Barrail est un établissement hôtelier cinq étoiles situé à Saint-Émilion. 

## Historique
Un industriel du Nord fait construire l'édifice en 1902, inspiré par le château qu'il possédait déjà dans sa région. Par la suite, trois bâtiments supplémentaires viennent se greffer au premier.
Dans les années 1990, le lieu est transformé en hôtel. Philippe Etchebest assure alors les fonctions de chef de cuisine. Après de multiples travaux d'améliorations, il obtient sa cinquième étoile en 2017. Le lieu est vendu en 2019 par le groupe Hôtels Emeraude à la famille Guillard ; les nouveaux propriétaires souhaitent le moderniser. Fermé et rénové durant sept mois avec de profonds changements, il ouvre de nouveau en mai 2023 redécoré par l’architecte d’intérieur Jean-Philippe Nuel, avec 41 chambres et cinq suites. Il obtient l'écolabel européen.